# Yingmei Duan
Yingmei Duan (段英梅, * 27. Oktober 1969 in der Provinz Heilongjiang, Volksrepublik China) arbeitet als Performance-, Installations- und Videokünstlerin. Sie lebt und arbeitet seit 1998 in Braunschweig.

## Leben
In ihren Anfängen gehörte sie zur chinesischen Avantgarde und lebte in Peking im legendären Künstlerviertel East Village als Malerin. 1995 nahm sie an der Performance „To add one meter to an anonymous mountain“ teil, die inzwischen zu einem Klassiker der chinesischen Moderne geworden ist. Zur reinen Performancekünstlerin wurde sie unter dem Einfluss von Marina Abramović, bei der sie von 2000 bis 2004 an der HBK in Braunschweig studierte. Dort arbeitete sie auch ein Jahr lang beim Filmemacher und Aktionskünstler Christoph Schlingensief.
Neben der intensiven Planung ihrer Arbeiten ist die experimentelle Offenheit ihrer Konzepte charakteristisch für Duans Performances. So realisierte sie 2003 in der Einzelausstellung „26 days in OKS“ einen Monat lang täglich neue Ideen; 2005 verband sie in der Einzelausstellung „Playing with 14 rooms“ Performance und Installation; 2006 erarbeitete sie in der Gruppenausstellung „Excellent“ im Dialog mit anderen Künstlern Performances zu den ausgestellten Werken; 2007 erforschte sie die Medien Performance und Malerei in der Einzelausstellung „Performance-Painting“; 2008 konzipierte sie mit „Future of Imagination“ sechs Vorträge über fiktive Ausstellungen im Jahr 2015; seit 2008 arbeitet sie mit dem chinesischen Künstler Weidong Feng am Performanceprojekt „Filial Piety“, welches das Verständnis zwischen Künstlern und ihren Familien thematisiert.
Seit 1993 nimmt sie an zahlreichen nationalen und internationalen Ausstellungen, Festivals und Workshops teil, z. B. Braziers International Artists Workshop in England 2003, 1. Performance Festival in Salzau 2005. Ebenso prägend für ihre Entwicklung ist die Teilnahme an einer Vielzahl der von Marina Abramović kuratierten IPG-Ausstellungen, z. B. PAC Mailand 2003, Van Gogh Museum Amsterdam 2005, Biennale Venedig 2007.

## Statement
Yingmei Duan ist eine neugierige Beobachterin, die zu allen Lebensbereichen Fragen stellt, um beständig dazuzulernen. Unvoreingenommen und spontan realisiert sie häufig situationsbezogene Experimente, ist aber auch in der Lage, ihre Performances mit großem organisatorischem Aufwand bis ins Detail genau zu planen. Mit dem Publikum arbeitet sie genauso gern interaktiv zusammen wie mit Künstlerkollegen oder Freunden und Bekannten aus den unterschiedlichsten Berufen. Ihre Arbeit ist immer wieder Work in Progress, oft über lange Zeiträume hinweg. Häufig agiert sie schlafend in einer melancholischen Traumwelt, tritt als Kranke, als Tote auf.
Besonderes Interesse hat Yingmei an der Erforschung menschlicher Instinkte, Sehnsüchte und Abgründe. Sie bringt sich aber auch in soziale Prozesse ein, hinterfragt gesellschaftliche Konventionen und Verhaltensweisen.

## Ausstellungen

### Einzelausstellungen
1995
- „Duan Yingmei – Peking“ Kunsthaus Erfurt, Deutschland

1996
- „Bilder aus Peking“ Galerie am Prater, Berlin, Deutschland

2003
- „Yingmei Duan – Performance“ OKS Galerie Braunschweig, Deutschland

2005–2006
- „Playing with 14 rooms“ Galerie auf Zeit Braunschweig, Deutschland
- „Bedroom 7. November 2005 bis 2. August 2006“ Juliusstr. 17, 38118 Braunschweig, Deutschland

2007
- „Performance-Painting/Yingmei Duan“ Galerie auf Zeit Braunschweig, Deutschland

### Gruppenausstellungen
1993
- „100 young artists“ China National Museum of Fine Arts, Peking, China

1994
- „2nd Joint Exhibition of Chinese Professional Painter’s Works“, Ammonal Galerie, Peking, China

1996
- „Herbst Salon“, Kunsthaus Erfurt, Deutschland

1999
- „Bilder und Skulpturen“, Niedersächsisches Umweltministerium Hannover, Deutschland

2000
- „Cleaning the House“ Domaine de Kerguéhennec, Frankreich
- „Wer hat Angst vor Roger Whittaker?“, Städtisches Museum Zwickau, Deutschland

2001
- „Marking the Territory“, Irish Museum of Modern Art, Dublin, Irland
- „Ovalen den frie udsillings bygning“, Kopenhagen, Dänemark
- „100 Selbstporträts“, Freistaat Vertretung Thüringen beim Bund Berlin, Deutschland
- „Yingmei Duan und Finn Richardt“, Birkrod Kunstforenning, Dänemark

2002
- „Body Power / Power Play“, Württembergischer Kunstverein Stuttgart, Deutschland
- „16. internationales filmfest Braunschweig“, Braunschweig, Deutschland
- „Cleaning the House“, Centro Gallego de Arte Contemporanea Santiago de Compostela, Spanien
- „Common Ground#1“, Landesvertretung Niedersachsen und Schleswig-Holstein, Berlin, Deutschland

2003
- „Braziers International Artists Workshop“, Oxfordshire, England
- „Recycling the Future“, Biennale Venedig, Italien
- „Performance in der Kunsthalle“, Kunsthalle Fridericianum, Kassel, Deutschland
- „As soon as possible“, Padiglione d’Arte Contemporanea (PAC) Mailand, Italien

2004
- „Re-Enact“, Mediamatic, Amsterdam, Niederlande
- „Nude with Skeleton“, MARTa Herford, Deutschland
- „Retrospective Abramovic Class“, HBK Braunschweig, Deutschland
- „Real Presence 4“, Museum ‘25th of May’, Belgrad, Jugoslawien
- „Cleaning the House-Performance Loop“, Montenmedio Arts Contemporaneo, Cádiz, Spanien

2005
- „commonplace“, ICEbox Kulturzentrum in Peking, China
- „PLATTFORM #2“, Kunstverein Hannover, Deutschland
- „Aiwa International Artists Workshop“, Aley, Libanon
- „Liste 05 Basel“, Liste Basel, Schweiz
- „Persistent and Gradual Loss of Self-Control“, Van Gogh Museum, Amsterdam, Niederlande
- „1. Performance Festival“, Gut Salzau in Schleswig-Holstein, Deutschland

2006
- „Excelent“, VW Bank Braunschweig, Deutschland
- „‚IPG UNCENSORED ICONOGRAPHY‘ with Illy at Moroso“, Mailand, Italien
- „International Chinese Live Art Festival“, Chinese Arts Centre, Manchester, England
- „Happy birthday“, Kunsthaus Erfurt, Deutschland
- „Gipfeltreffen“, Projektraum für aktuelle Kunst und Performance in Basel, Schweiz
- „Big River 3“, CCA7, Trinidad und Tobago

2007
- „Hweilan International Artists Workshop“, Hualian, Taiwan
- „BoulevART“, Kunstherbst Berlin, Deutschland
- „Kasseler Kunstvereinsheim“, Kunstverein Kassel, Deutschland
- „kunst...hierundjetzt“, das Kunstfest der offenen Ateliers in Braunschweig und Region, Deutschland
- „FRoots 2007 Festival“, Metelkova area in Ljubljana, Slowenien
- „BODY & EROS“, la Biennale di Venezia 2007, Italien
- „DIVERSE UNIVERSE III“, Non Grata, Estland
- „Liste Koeln 2007“, Liste Köln, Deutschland

2008
- „Asiatopia“, Bangkok, Thailand
- „Re.act.feminism – performancekunst der 1960er & 70er jahre heute“, Akademie der Künste, Berlin, Deutschland
- „BS-VISITE“, Rebenpark in Braunschweig, Deutschland
- „The Future of Imagination5“, Singapur
- The 3rd Architectural Biennial Peking, China
- „The 6th DaDao Live Art Festival“, Peking & Schanghai, China
- „Partecipanti, connessi e in-dipendenti“, Galleria Lungomare in Bozen, Italien
- „Pathological Aestetics I“, University of Applied Sciences Nijmegen, Niederlande
- „Filial Piety“, performance of Yingmei Duan & Weidong Feng
- „Positionen 1970–2008“, in Darmstadt, Deutschland
- „Small East Asia Coprosperity Restaurant 08“, in Tokio & Nagoya, Japan

2009
- „re.act.feminism – performancekunst der 1960er und 70er jahre heute“, Kunsthaus Erfurt, Deutschland
- „re.act.feminism – performancekunst der 1960er und 70er jahre heute“, Ljubljana, Slowenien
- „Democracy Biennale“, Turin, Italien
- „Festival Fabbrica Europe“, Florenz, Italien
- „Pathological Aestetics III“, University of Applied Sciences Nijmegen, Hölland
- Temporärer FreiRaum für künstlerische Aktion in Hildesheim, Deutschland
- „IN TRANSIT 09“, Haus der kulturen der Welt in Berlin, Deutschland
- „Marina Abramović presents…“, Manchester International Festival, Großbritannien
- „Breathe residency“, Chinese Arts Center in Manchester, Großbritannien

2012
- „P A C K E T – S O U P – Performance on Sustainability“, SAVVY Contemporary Berlin, Deutschland

## Werke
- As we want you, Performance with Luigi Coppola, 2009
- me & Ghost, Performance with Luigi Coppola, 2008
- Yingmei in wonderland, Performance Installation, 2008
- Rubbish mountain, Performance Installation, 2008
- Body dialogue with japanese men, Performance, 2008
- Performance-Painting, Konzept Performance Painting Installation, 2007
- HBK – my last lesson, Konzept Performance Installation, 2006
- Painter and Model, Performance, 2006
- Menschenwald, Performance, 2006
- Playing with 14 rooms, Konzept Installation Performance, 2005/2006
- HBK – my love!, Performance Installation, 2005
- Sleeping in Van Gogh museum, Performance, 2005
- Paradise, Performance Installation, 2005
- I love computer, Performance, 2005
- In between, Performance, 2004
- Patience, Performance, 2004
- Sleeping, Performance, 2004
- 26 days in OKS, Performance, 2003
- Little secret, Performance, 2003
- Friend, Performance, 2003
- Sleepwalker, Performance, 2002
- Talk to myself, Videofilm, 2001
- Clown, Performance, 2001
- My future, Performance, 2001
- Old water, Performance, 2001
- To add one meter to an anonymous mountain, Performance, 1995